# Hình xuyến

Hình vòng xuyến với tiết diện tạo thành là một hình vuông.

Trong hình học, một hình xuyến (hay một mặt xuyến) là một mặt xoay được tạo ra bằng cách quay một hình phẳng quanh một trục đồng phẳng với đường tròn đó. Trục của vòng quay đi qua tâm của mặt cắt của lỗ ở giữa và do đó không cắt bề mặt tạo nên vòng quay, hay nói cách khác là trục quay của hình vòng xuyến ko giao với phần tiết diện tạo nên hình vòng quay. Một ví dụ mô tả trực quan được đính kèm ở hình bên. Khi một hình chữ nhật được quay quanh một trục song song với một trong các cạnh của nó, thì một hình vòng (hoặc hình quay) rỗng với tiết diện hình chữ nhật sẽ được tạo ra. Nếu tiết diện tạo nên hình vòng là một hình tròn, thì vật thể đó được gọi là hình xuyến tròn (một hình dạng đơn giản nhất của hình vòng xuyến).

Một mặt xuyến tròn xoay

Khi khoảng cách tới trục quay giảm, mặt tròn xoay thay đổi hình dạng rồi suy biến thành một mặt cầu.

Mặt xuyến như là tích của hai đường tròn (màu đỏ và màu tím).

## Hình học
Một hình xuyến có thể được định nghĩa bằng phương trình tham số:
{\displaystyle {\begin{aligned}x(\theta ,\varphi )&=(R+r\cos \theta )\cos {\varphi }\\y(\theta ,\varphi )&=(R+r\cos \theta )\sin {\varphi }\\z(\theta ,\varphi )&=r\sin \theta \end{aligned}}}

## Tô pô
Một hình xuyến tô pô là một không gian tô pô đồng phôi với tích {\displaystyle \mathbb {S} ^{1}\times \mathbb {S} ^{1}}. Ví dụ, một cái cốc có quai cầm cũng là một hình xuyến tô pô.

### Hình xuyếnnchiều
Một hình xuyến n chiều là tích của n đường tròn: {\displaystyle \mathbb {T} ^{n}=\underbrace {\mathbb {S} ^{1}\times \cdots \times \mathbb {S} ^{1}} _{n}}.

Phép chiếu lập thể của một hình xuyến Clifford bốn chiều

## HÌNH XUYẾN PHẲNG
Hình xuyến phẳng là một đa tạp Riemann có độ cong bằng 0, có thể được cho bởi không gian thương R2/Z2; hay nói cách khác là mặt phẳng hai chiều với phép đồng nhất (x, y) ~ (x + 1, y) ~ (x, y + 1). 
Metric trên cũng có thể được tạo ra bằng cách nhúng hình xuyến thông thường vào không gian Euclid 4 chiều.
| Trong không gian ba chiều, ta có thể cuộn một hình chữ nhật lại thành một hình xuyến, nhưng làm thế sẽ gây biến dạng hình chữ nhật: nó không còn phẳng nữa. | Mặt xuyến phẳng trong không gian bốn chiều nhìn qua phép chiếu lập thể vào không gian ba chiều. |

## Mặt với giốngg
Tổng liên thông của g hình xuyến là một mặt có giống bằng g.
| Hình xuyến đôi | Hình xuyến ba |